# Giving What We Can
Giving What We Can (GWWC, « Donner ce que nous pouvons ») est une organisation liée à l'altruisme efficace dont les membres s'engagent à donner 10 % de leurs revenus à des organisations caritatives efficaces. Elle fut fondée à l'Université d'Oxford en 2009 par le chercheur en éthique Toby Ord.

## Historique
Giving What We Can fut fondée en 2009 par Toby Ord (chercheur en éthique à Oxford), son épouse Bernadette Young (médecin en formation à l'époque), et son collègue éthicien William MacAskill, dans le but d'encourager les personnes à donner régulièrement 10 % de leurs revenus pour réduire la pauvreté dans le monde. Bien que semblables à la zakat ou à la dîme, Ord n'y associe aucune motivation religieuse. Ord fut inspiré par les écrits de Peter Singer et Thomas Pogge sur le devoir moral de donner aux pauvres et a personnellement prévu de redonner ses revenus dépassant 28 000 $ par an, soit le salaire médian après impôt au Royaume-Uni. Il se concentra sur les dons efficaces, c’est-à-dire les dons maximisant le nombre de vies sauvées par quantité d'argent donné. GWWC fut lancé avec 23 membres. Les adhérents à ce programme se sont engagés à donner 10 % de leurs revenus à toute organisation qui, à leur avis, lutte le mieux contre la pauvreté dans les pays en développement. Ils étaient libres de donner davantage, et inversement, il n'y avait pas de pénalité pour arrêter de donner. À la fin de 2011, l'organisation comptait 177 membres, principalement d'autres universitaires répartis dans cinq sections dont Oxford, Cambridge, Princeton et Harvard. En 2012, le groupe comptait 264 personnes dans 17 pays puis dépassait les 1 000 membres en 2015.
En novembre 2011, l'organisation fournissait à ses membres des rapports réguliers sur les organisations caritatives les plus efficaces pour lutter contre la pauvreté dans les pays en développement. À cette époque, il recommandait un groupe de lutte contre les maladies tropicales et un groupe de déparasitage, travaillant chacun en Afrique. Ord s’est en partie appuyé sur les recherches de GiveWell et a également utilisé le concept de QALY pour évaluer l’efficacité des organisations.
En 2011, MacAskill et d'autres créèrent à Oxford une organisation sœur de Giving What We Can intitulée High Impact Careers encourageant les personnes à rechercher des emplois bien rémunérés pour pouvoir donner ensuite plus d'argent. Les deux organisations menèrent des activités de sensibilisation et de recrutement à Oxford,,. High Impact Careers fut rapidement renommée 80 000 hours. En 2012, les deux organisations ont rejoint le centre pour l'altruisme efficace (Center for Effective Altruism) pour les chapeauter,.

## Recherches
Giving What We Can mène des recherches pour déterminer quels organismes de bienfaisance recommander. Il diffère des autres évaluateurs par l’importance accordée aux indicateurs de performance : alors que ces autres évaluateurs tels que Charity Navigator utilisent comme critère important la fraction des dons dépensés en frais administratifs par rapport aux actions, Giving What We Can se concentre uniquement sur le rapport coût-efficacité du travail d'une organisation,.
Il estime que la variabilité dans le rapport coût-efficacité des organisations caritatives découle en grande partie de la nature variée des causes dans lesquelles les organismes opèrent, et effectue donc des évaluations dans de vastes domaines d'activité tels que la santé, l'éducation et l'aide d'urgence, avant de comparer les organisations particulières.
En pratique, il recommande une sélection de quelques organisations caritatives dans le domaine de la santé mondiale. Son travail est donc similaire à celui de GiveWell.